# Platanthera ciliaris
Platanthera ciliaris es una especie de orquídea de hábito terrestre originaria de Norteamérica.

## Descripción
Las especies de Platanthera se distinguen de las de Orchis y de las de Habenaria, por la ausencia de procesos estigmáticos, al poseer un espolón nectarífero para atraer a los insectos polinizadores. Otra característica diferenciadora es la de sus raíces tubérculos ovoideas.  
Platanthera ciliaris es una orquídea de gran tamaño, que prefiere el clima fresco. Tiene hábito terrestre y se encuentra en los EE. UU. donde crece en los bosques húmedos de pinos, prados húmedos y en los bosques, tiene un vástago largo que lleva de 2 a 4 hojas puntiagudas y flores en un terminal erecto, de  75 cm de largo, con muchas flores en la inflorescencia en forma de racimo. La floración se produce en el verano y principios del otoño.

## Taxonomía
Platanthera ciliaris fue descrita por (Carlos Linneo) Lindl. y publicado en The Genera and Species of Orchidaceous Plants 292. 1835.
Etimología
El nombre genérico Platanthera deriva del griego y se refiere a la forma de las anteras de las flores ("flores con anteras grandes, planas"). 
El epíteto específico ciliaris se refiere a 
Sinonimia
- Orchis ciliaris L. (1753) (Basionymum)
- Habenaria ciliaris (L.) R.Br. (1813)
- Blephariglottis flaviflora Raf. (1837)
- Habenaria ciliaris var. alba (Michx.) Morong (1893)
- Blephariglottis ciliaris (L.) Rydb. (1901)[3]